# 植村智子
植村 智子（うえむら ともこ、1979年〈昭和54年〉3月10日 - ）は、サンミュージック所属のフリーアナウンサー。以前は、RNC（西日本放送）に勤めていた。

## 来歴・人物
高校卒業後に某大学に進学するが、1年間の仮面浪人生活を経て、翌年の再受験で早稲田大学人間科学部に入学。大学4年時は応援部女子部長を務めた。同じく地方局を経てフリーアナウンサーとなる近藤麻智子とは大学時代ゼミの同級生であった。
卒業後にRNC入社、アナウンサーとして鴨居真理子にかわり、夕方のニュースを担当した。入社2年目には、番組『とことん!土曜〜び!!』でレポーターを担当した。同番組では応援部の経験を生かし、「ハッスルジャンケンポン」なる値切りコーナーも担当、また、番組中イルカと戯れるレポートをやった際、イルカに二度も引きずられる様子にスタジオ大うけ。その映像が日本テレビの『ニュースの女王決定戦』で放映された。
同局在職中には、香川・岡山地区の地上デジタル推進大使を務めていた時期もある。
2007年9月、西日本放送を退社。その後は圭三プロダクション、サンミュージックに所属、実家のある関東を中心に活動している。2008年12月に結婚。
ヨガのインストラクターとなり、母校の早稲田大学人間科学部でも体育の授業を持っている。

## 担当番組
- かながわ旬菜ナビ（2008年4月 - 2012年3月、テレビ神奈川）- 初代旬菜キャッチャー
- スーパーニュース（「今日の特集」コーナー内グルメレポーター）（フジテレビ）
- BBT ch「ITライブ」（2016年4月12日）- アシスタント

## インタビュー
- TOYOSU MAGAZINE 第61回 「豊洲の人物探訪」〜「ヨガインストラクター」植村智子氏〜（2018年2月20日）[2]

## 西日本放送在籍時の担当番組
- こんにちは!香川県です（ラジオ）
- RNCワイドニュースプラス1（月曜～金曜　18:17~19:00）
- とことん!土曜～び!!